# Бурченко, Максим Геннадьевич
Макси́м Генна́дьевич Бу́рченко (род. 21 января 1983, Старый Оскол, Белгородская область, СССР) — российский футболист, полузащитник; тренер.

## Карьера

### Клубная

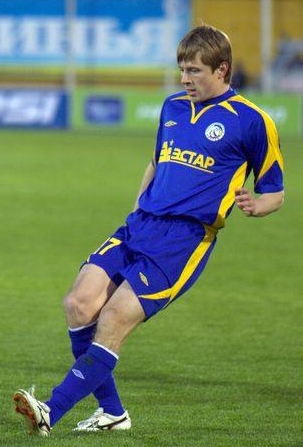
Бурченко в «Ростове»

Воспитанник ДЮСШ «Факел» города Старый Оскол и спортинтерната СК «Ротор». Играть начинал за любителей в клубе «Цементник» из города Михайловка Волгоградской области. Первой профессиональной командой стал липецкий «Металлург». В премьер-лиге дебютировал за «Уралан», за который отыграл 2,5 сезона. С 2004 по 2007 год выступал за «Ростов». В 2008 году пополнил состав «Шинника». Сезон 2010 года провёл в составе команды «Луч-Энергия». 22 декабря 2010 года перешёл в нижегородскую «Волгу». В августе 2011 года был отдан в аренду «Шинник». В январе 2013 года на правах свободного агента вернулся в «Шинник». С лета 2013 года играл за московское «Торпедо». 6 июня 2014 года вернулся в «Луч-Энергию». В 2015 году пополнил ряды «Сокола». С 2016 года выступал за «Энергомаш».
В премьер-лиге провёл 83 матча, забил 2 мяча.

### В сборной
В составе молодёжной сборной России в 2004 году участвовал в отборочном турнире Чемпионата Европы 2006 года.

## Достижения
- Бронзовый призёр Первенства ФНЛ: 2013/14
- Победитель зоны «Центр» Второго дивизиона: 2001
- Серебряный призёр зоны «Центр» Второго дивизиона: 2017/18